# Пески (Миргородский район)
Пески (укр. Піски) — село, Заводская городская община, Миргородский район, Полтавская область, Украина.
Код КОАТУУ — 5322684901. Население по переписи 2001 года составляло 2509 человек.

## Географическое положение
Село Пески находится на левом берегу реки Сула, в месте впадения в неё реки Артополот, выше по течению на расстоянии в 2 км расположен город Заводское, ниже по течению на расстоянии в 1 км расположено село Песочки, на противоположном берегу — село Гаевщина. Река в этом месте извилистая, образует лиманы, старицы и заболоченные озёра. Через село проходит железная дорога, станция Лохвица.

## История
- 1092 — первое упоминание как село Песочень.
- 1600 — упоминается под названием Пески.

## Экономика
- Червонозаводское свеклохозяйство, ООО
- Филиал «Полтавнефтепродукт», ОАО.

## Объекты социальной сферы
- Детский сад.
- Школа.
- Дом культуры.
- Больница.

## Известные люди
- Матвиенко, Николай Ефимович (1914—1990) — Герой Советского Союза.
- Шульга Василий Павлович (1903—1989) — Герой Советского Союза, родился в селе Пески.